# 港島西雨水排放隧道
港島西雨水排放隧道（英語：Hong Kong West Drainage Tunnel）位於香港香港島地底，橫越多個香港行政區劃，其中主隧道全長11公里，橫跨大坑至鋼綫灣，為全香港長度最長及直徑最大的雨水排放隧道。港島西雨水排放隧道於2007年11月動工，於2012年8月22日啟用。興建港島西雨水排放隧道為渠務署有史以來最大規模的防洪工程，此工程亦創造了幾項新紀錄。

## 結構
港島西雨水排放隧道的直徑介乎6.25至7.25米，連接隧道則長約8公里，34個進水口分布於大坑、跑馬地、灣仔、中環及西營盤等地區。

## 歷史
每逢雨季來臨，香港島北部多處地區均會出現嚴重的水浸情況。除了影響香港島居民及形成交通擠塞外，亦帶來了經濟損失。為了減低水浸為民生所帶來的不方便及對香港社會所造成的損失，渠務署於1996年展開《雨水排放系統整體計劃》的工程研究，其中一項是為《香港島北雨水排放整體計劃研究》。經過多年的仔細的籌劃、分析及進行了多次的諮詢，渠務署最後決定從眾多的方案之一，採用截流方法，於香港島西部興建雨水排放隧道──即港島西雨水排放隧道。
為了改善香港島區的水浸情況，香港政府渠務署於2007年11月動工興建港島西雨水排放隧道，耗資34億港元。工程中採用了多項嶄新建造技術，例如採用由下而上的豎井挖掘技術，挖出的泥石會經地下隧道運走，從而減少工程車在地面往來，有效率地改善施工環境和附近的交通情況。隧道鑽挖機開動時，隧道的爆破工程亦可以同步進行，大大地縮短了工程時間。經歷了5年多的工程，港島西雨水排放隧道於2012年8月22日啟用，並由政務司司長林鄭月娥、發展局局長陳茂波和渠務署署長陳志超於灣仔區大坑道共同主持啟用典禮。
2013年3月20日，渠務署工程管理部總工程師戴懷民指出，由於雨季即將來臨，港島西雨水排放隧道的34個水閘於該日起逐步地打開，以配合香港島其他防洪設備，相信能夠減輕香港島北部的水浸情況。

## 效率
港島西雨水排放隧道的運作原理是將從香港島半山區的集水區大部分的雨水截取，透過新興建落成的港島西雨水排放隧道，將水流直接排出香港島鋼綫灣附近的海域，以減少雨水流向下游，從而減輕香港島北部的整體水浸問題。
港島西雨水排放隧道有34個進水口，可以收集約3成從山上流下的雨水，並且可以抵禦50年一遇的暴雨（即使是有每小時多達132毫米的降雨量）。隧道所能夠承受的降雨量比較黑色暴雨的降雨量更多，啟用後可以大幅度地減低香港島多個地區受到水浸威脅的機會率。其排水量達到每秒135立方米。

## 獎項
2012年，港島西雨水排放隧道的興建工程獲得由《英國工程雜誌》所舉辦的「2011年國際隧道工程獎」之「年度隧道工程」大獎。

## 相關參見
- 渠務署
- 水務署
- 跑馬地地下蓄洪計劃
- 荔枝角雨水排放隧道
- 荃灣雨水排放隧道